# 2021年保加利亚巴士车祸
2021年11月23日，当地时间02:00，一辆北马其顿的巴士在保加利亚西部發生車禍并起火。事故发生在索菲亞西南部波斯内克附近的A3高速公路上。车上有52人，事故造成至少46人死亡，其中包括12名儿童和6人受傷。事故发生后，A3高速公路的Dolna Dikanya至Dragichevo路段暂时关闭。 

## 背景
根据欧盟委员会的数据，2019 年保加利亚的道路死亡率在欧盟中排名第二。事故发生后，附近佩尔尼克的市長告诉当地媒体，高速公路状况不佳，该地区道路事故频发。

## 事故
据政府官员称，一辆在北马其顿注册的大巴载着从伊斯坦布尔返回斯科普里的游客，在事發地撞上了高速公路护栏。事故造成至少46人死亡，一些受害者的尸体被完全烧毁。大多数受害者是北马其顿的公民。有七名乘客從窗戶逃走，成功生還。
事故巴士是在旅行社“Besa Trans”的名義下注册。